# 保罗·韦纳
保罗·韦纳（法語：Paul Veyne，發音：[pɔl vɛn]；1930年6月13日—2022年9月29日），男，普罗旺斯人，法国希腊-罗马史学者，法兰西公学院荣誉教授。

## 生平
1930年出生于法国普罗旺斯地区艾克斯，曾就读于亨利四世中学。1955年毕业于法国巴黎高等师范学院。1955年至1957年，在法国罗马研究院工作学习。随后回到家乡普罗旺斯地区艾克斯，在普罗旺斯大学任教。1975年在思想家雷蒙·阿隆的举荐下，转入法兰西公学院任教。2022年9月29日逝世。

## 荣誉
勋章
- 军官级法国荣誉军团勋章（2016年）[4]
- 军官级法国国家功绩勋章（1995年）[5]
- 指挥官级藝術與文學勳章（2016年10月）

奖项
- 《人如何书写历史》获法兰西学术院作品奖（1972年）
- 《希腊-罗马帝国》获夏多布里昂奖（2006年）
- 《当我们的世界成为基督徒》获参议院历史书籍奖（2007年）
- 戈贝尔奖（2007年）
- 罗歇·凯卢瓦奖（2009年）
- 费米娜散文奖（2014年）[6]
- 法国国家图书馆奖（2017年）[7]
- 参议院奖章（2021年）

## 中文译本
- 保罗·韦纳. . 人文科学译丛. 由赵文翻译. 郑州: 河南大学出版社. 2018. ISBN 978-7-5649-3027-1.
- 保罗·韦纳. . 由韩一宇翻译. 上海: 华东师范大学出版社. 2018. ISBN 978-7-5675-6684-2.
- 保罗·韦纳. . 由张翻译. 上海: 华东师范大学出版社. 2014. ISBN 978-7-5675-2044-8.
- 保罗·韦纳. . 由谢强翻译. 上海: 华东师范大学出版社. 2013. ISBN 978-7-5675-0886-6.